# Szir Cedek
Szir Cedek, Shir Tzedek (hebr. שיר צדק, ur. 22 sierpnia 1989 w Bet Sze’an) – izraelski piłkarz grający na pozycji środkowego obrońcy. Od 2015 jest zawodnikiem klubu Hapoel Beer Szewa.

## Kariera klubowa
Swoją karierę piłkarską Cedek rozpoczął w klubie Hapoel Bet Sze’an. Następnie trenował w juniorach Maccabi Netanja. W 2007 roku podjął treningi w Hapoelu Ironi Kirjat Szemona. W 2008 roku awansował do kadry pierwszego zespołu. W sezonie 2009/2010 zadebiutował w nim w drugiej lidze izraelskiej. W tamtym sezonie awansował z Hapoelem do pierwszej ligi. 11 września 2010 zadebiutował w pierwszej lidze w wygranym 3:1 domowym meczu z Hapoelem Petach Tikwa. W sezonie 2011/2012 wywalczył z Hapoelem mistrzostwo Izraela, a w sezonie 2013/2014 zdobył z nim Puchar Izraela.
| Sezon   | Klub                        | Kraj   | Rozgrywki   | Mecze | Bramki |
| ------- | --------------------------- | ------ | ----------- | ----- | ------ |
| 2008/09 | Hapoel Ironi Kirjat Szemona | Izrael | Ligat ha’Al | 0     | 0      |
| 2009/10 | Hapoel Ironi Kirjat Szemona | Izrael | Liga Leumit | 16    | 0      |
| 2010/11 | Hapoel Ironi Kirjat Szemona | Izrael | Ligat ha’Al | 11    | 0      |
| 2011/12 | Hapoel Ironi Kirjat Szemona | Izrael | Ligat ha’Al | 29    | 2      |
| 2012/13 | Hapoel Ironi Kirjat Szemona | Izrael | Ligat ha’Al | 34    | 3      |
| 2013/14 | Hapoel Ironi Kirjat Szemona | Izrael | Ligat ha’Al | 19    | 0      |
| 2014/15 | Hapoel Ironi Kirjat Szemona | Izrael | Ligat ha’Al | 33    | 1      |
| 2015/16 | Hapoel Beer Szewa           | Izrael | Ligat ha’Al |       |        |

## Kariera reprezentacyjna
W reprezentacji Izraela Cedek zadebiutował 29 lutego 2012 roku w przegranym 2:3 towarzyskim meczu z Ukrainą, rozegranym w Petach Tikwie.